# Couinae
Sous-famille
La sous-famille des Couinae comprend 14 espèces d'oiseaux répartis en 2 genres appartenant à la famille des Cuculidae. 

## Taxonomie
Les genres inclus dans cette sous-famille varient selon les auteurs, par exemple le genre Coccyzus n'y figure pas dans classification de Sibley-Ahlquist. Ils portent dans leur nom vernaculaire les termes Coua, Malcoha, Calobate et selon certains auteurs Tacco, Piaye et Coulicou.
Couinae est le résultat du démembrement (au profit des cuculinae de la sous-famille Phaenicophaeinae.

## Liste des genres
D'après Alan P. Peterson :
- Carpococcyx (G. R. Gray, 1840)
- Coua (Schinz, 1821)

## Liste des espèces
D'après la classification de référence (version 2.2, 2009) du Congrès ornithologique international, les espèces présentent dans ces genres sont (ordre phylogénique) :
- Carpococcyx radiceus – Calobate radieux
- Carpococcyx viridis – Calobate de Sumatra
- Carpococcyx renauldi – Calobate d'Annam
- Coua cristata – Coua huppé
- Coua verreauxi – Coua de Verreaux
- Coua caerulea – Coua bleu
- Coua ruficeps – Coua à tête rousse
- Coua olivaceiceps – Coua à tête olive
- Coua reynaudii – Coua de Reynaud
- Coua coquereli – Coua de Coquerel
- Coua cursor – Coua coureur
- Coua gigas – Coua géant
- Coua serriana – Coua de Serrès Parmi celles-ci, une espèce éteinte :
  - † Coua delalandei – Coua de Delalande